# Les Bêtises (chanson)
 (avril 2018).
Pour les articles homonymes, voir Les Bêtises.
Les Bêtises est une chanson de Sabine Paturel composée par Sylvain Lebel et Dominique Pankratoff, sortie en 1985 en 45 tours et en 1986 sur l'album Cœur bébé.

## Historique
La chanson, racontant le caractère incontrôlable d'un cœur délaissé et interprétée de façon espiègle, est restée pendant trente six semaines au Top 50 de mars à octobre 1986, atteignant la deuxième place en mai 1986. En novembre 1986, Sabine Paturel sort son second single, P'tit Bouchon, qui s'est également classé dans les meilleures ventes. Toutefois, comme beaucoup d'artistes des années 1980, elle ne parvient pas à s'imposer durablement.
La mélodie de la chanson est d'abord composée par Dominique Pankratoff en 1982 pour l'album du comédien chanteur Philippe Clay, intitulé La Route de la vie. Le texte premier s'intitule Les Joggeurs du bois de Boulogne, mais Philippe Clay refuse la chanson.
Trois ans plus tard, en 1985, Sylvain Lebel vient voir son ami Dominique Pankratoff avec un texte de chanson qu'il a écrit et qui s'intitule Les Bêtises. La chanson prend forme lorsque Dominique Pankratoff se rend compte que la mélodie de la chanson refusée par Philippe Clay trois ans plus tôt colle parfaitement au texte que lui présente Sylvain Lebel.
Sylvain Lebel et Dominique Pankratoff sollicitent d'abord Annie Cordy, puis Charlotte Julian, pour interpréter leur chanson. Mais toutes deux la refusent.
À la même époque, Sabine Paturel, déjà comédienne mais peu connue du grand public, vient de jouer au théâtre Marigny dans la pièce La Chienlit de Jean-Paul Rouland, où elle est repérée par le producteur de disques Claude Carrère qui décide d'en faire une vedette. Sabine Paturel signe un contrat avec Claude Carrère qui produit ses disques, mais aussi avec les éditeurs et réalisateurs artistiques Bernard Ricci et Max Amphoux sur leur petit label Emma Productions. C'est à ces derniers que Sylvain Lebel et Dominique Pankratoff font entendre leur chanson et ainsi ils la font écouter à Claude Carrère et Sabine Paturel qui accepte de l'enregistrer car elle perçoit le côté scénique des paroles s'alliant parfaitement à son métier de comédienne.
Elle l'enregistre au studio de Milan avec Jean-Paul Malek, sur des arrangements de Christian Bacciotti. Le 45 tours co-produit par Carrère et Emma Productions sort en décembre 1985, mais ne rencontre pas tout de suite le succès. Il parvient à se vendre grâce à l'opiniâtreté de Philippe Gildas qui adore la chanson et la diffuse beaucoup dans son émission de radio Europe Plus qu'il anime sur Europe 1 avec sa femme Maryse, au détriment de cette dernière qui n'aime pas la chanson. Le succès vient subitement après la première télé de Sabine Paturel, dans l'émission de Patrick Sabatier : "les bacs ont été vidé en une semaine",.
Le 45 tours entre au Top 50 le 22 mars 1986 à la 50e place, y atteint au mieux la 2e place (du 10 mai au 14 juin 1986) et ressort du classement le 18 octobre 1986. Il y reste 36 semaines, ce qui était un record. 

## Reprises
La chanson est reprise en 2006 avec un texte légèrement modifié par le personnage de synthèse Bébé Lilly, cette version se classant à la 8e place du hit-parade le 17 juin 2006, avant d'être reprise par Julien Doré sur le plateau de Nouvelle Star en 2007 avec un texte une nouvelle fois légèrement remanié.